# Compostos del californi
S'han fet i estudiat pocs compostos del californi. L'únic ió estable de californi en una solució aquosa és el catió californi (III). Els altres dos estats d'oxidació són el IV (fort agent oxidant) i el II (fort agent reductor). L'element forma clorur, nitrat, perclorat i sulfat solubles en aigua, i es precipita com un fluorur, oxalat o hidròxid. Si els problemes de disponibilitat de l'element es deixen de banda, llavors el CfBr₂ i el CfI₂ segurament serien estables.
L'estat d'oxidació +3 està representat per l'òxid de californi (III) (groc-verd, Cf₂O₃), el fluorur de californi (III) (verd, CfF₃) i el iodur de californi (III) (groc llimona, CfI₃). Els altres estats d'oxidació +3 inclouen el sulfur i el metal·locè. L'òxid de californi (IV) (marró fosc, CfO₂) i el fluorur de californi (IV)) (verd, CfF₄) representen l'estat d'oxidació IV. L'estat d'oxidació II es troba representat pel bromur de californi (II) (groc, CfBr₂) i el iodur de californi (II) (violeta fosc, CfI₂).